# Drunella coloradensis
Drunella coloradensis je druh jepice z čeledi Ephemerellidae. Vyskytuje se ve Střední a Severní Americe, a to v severní a jihozápadní Kanadě, v severním Mexiku, na západě Spojených států amerických a na Aljašce. Jako první tento druh popsal Dodds v roce 1923.